# Sudhaus (Tübingen)

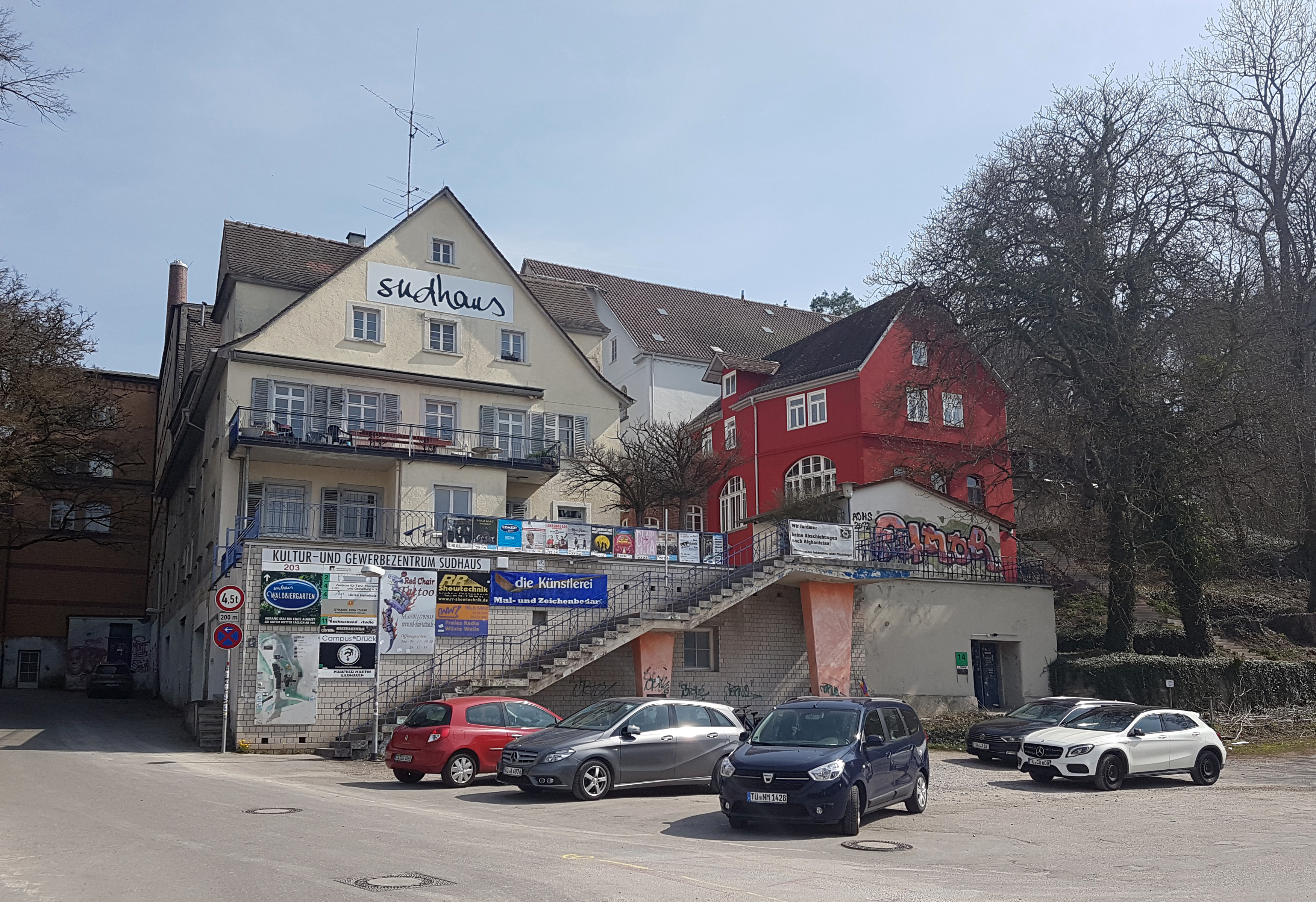
Das Sudhaus in Tübingen von vorne gesehen

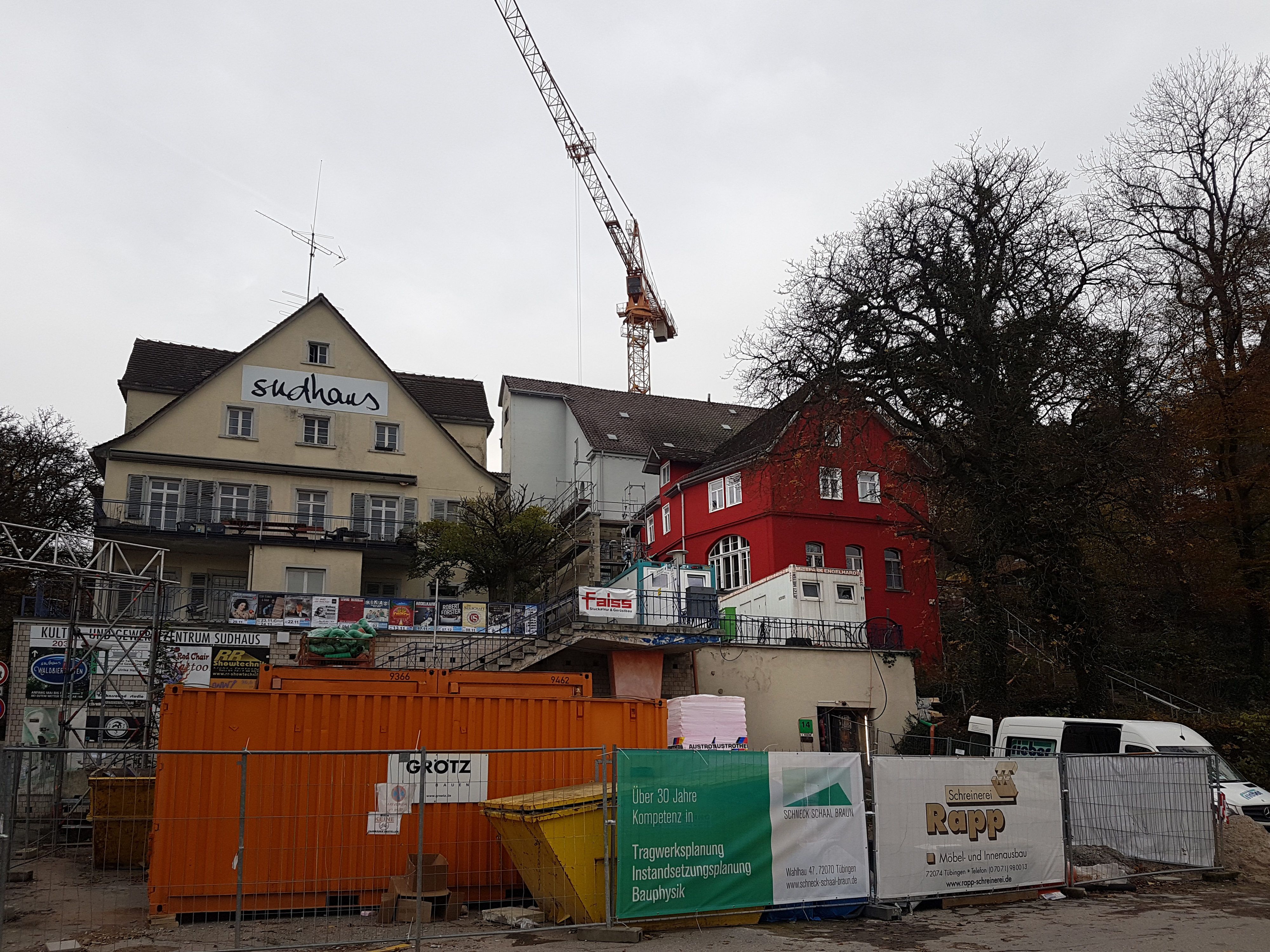
Sudhaus mit Baustelle, Nov. 2019

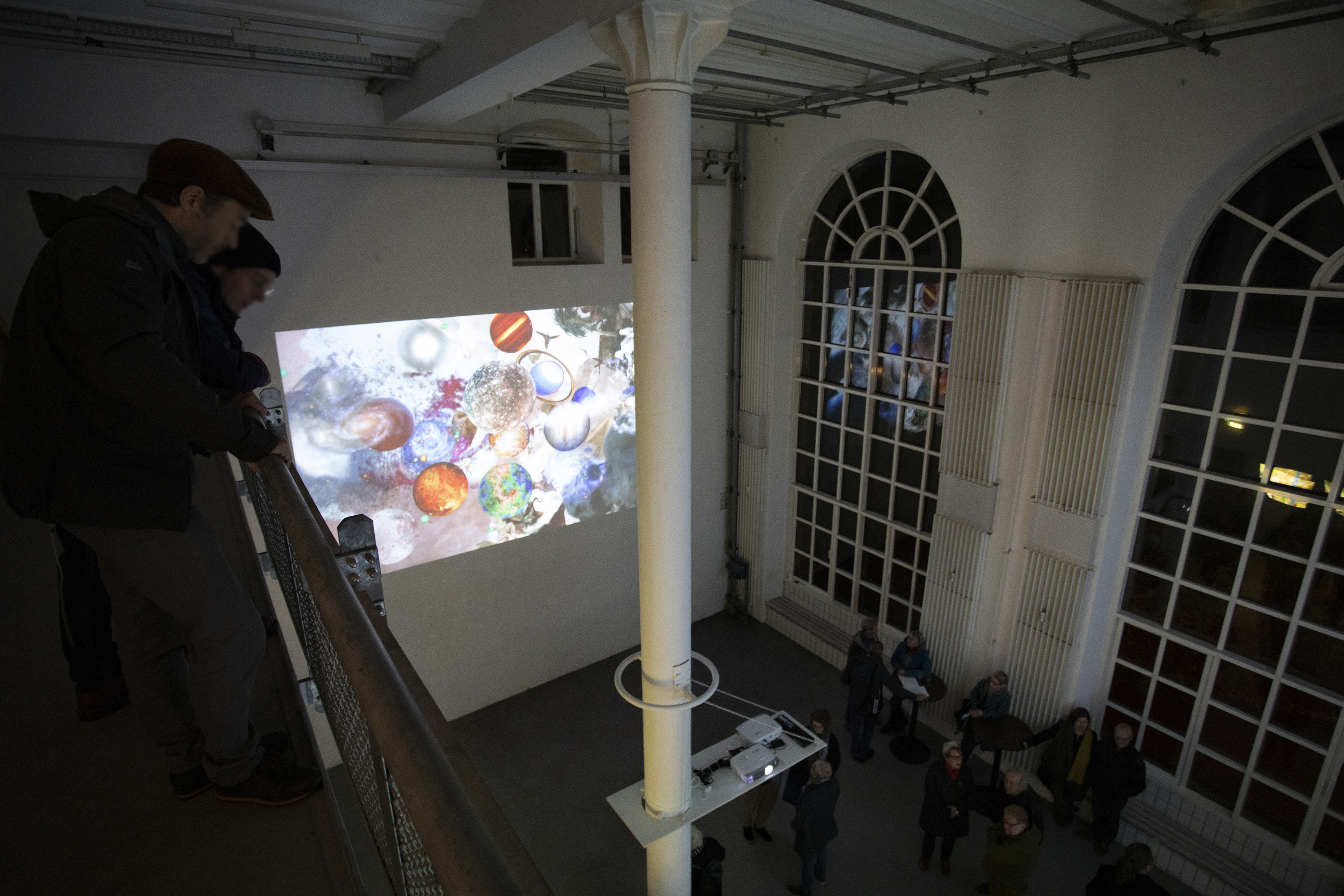
Galerie Peripherie im Sudhaus Tübingen

Das Sudhaus ist ein Tübinger Kulturzentrum in der ehemaligen Brauerei und Möbelfabrik Waldhörnle.

## Lage
Das Sudhaus befindet sich am südlichen Stadtrand von Tübingen, direkt an der B27. Es gehört zum Stadtteil Derendingen, der Flurname ist Waldhörnle.

## Geschichte

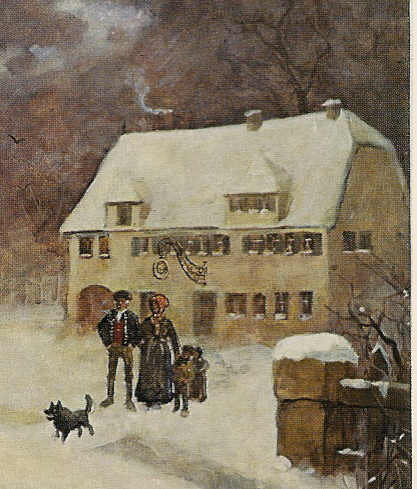
Gemälde von Gustav Adolf Closs: Die Ausflugsgaststätte Waldhörnle bei Tübingen (1907)

Auf dem Gebiet des Waldhörnle befand sich bis zum Ende des 18. Jahrhunderts praktisch keine Bebauung. Es befand sich jedoch an einer verkehrsreichen und gut ausgebauten Schweizer Straße, der späteren Bundesstraße 27. Diese wurde durchkreuzt von einem Weg zu den benachbarten damaligen Derendinger Weinbergen und in Richtung des innerörtlichen Verkehrsnetzes. An dieser Straßenkreuzung erwarb der Derendinger Ochsenwirt Johann Jakob Röhm ein kleines Grundstück mit dem Zweck, dort eine Gastwirtschaft zu errichten. Durch die Kriegswirren konnte dies jedoch erst im Jahr 1807 mit der Gründung der Fuhrmann-Gaststätte Zum Waldhörnle erfolgen. Dem Waldhornwirt Röhm gelang es im Laufe der kommenden Jahre, das Grundstück und die Gebäude zu vergrößern, so dass es etwa seit 1815 dort auch eine Bierbrauerei gab. Aufgrund der verkehrsgünstigen Lage wurde das Waldhörnle ein beliebtes Ausflugsziel und war Rast- und Poststation. Nach dem Tod des Wirtes wechselte das Waldhörnle mehrfach den Besitzer. Erst mit Franz Bachner wurde das Bier aus dem Waldhörnle berühmt und ab 1852 war es dann das bedeutendste gastwirtschaftliche Unternehmen Tübingens des 19. Jahrhunderts. Es wurden auch andere Gastwirtschaften mit Bier der Bachner'schen Brauerei AG beliefert. Von 1888 bis 1935 hielten schlagende Verbindungen auf dem Paukboden des ersten Stockes des Waldhörnle ihre Mensuren ab.
Zwischen 1927 und 1987 war dann auf dem Sudhausgelände die Beck’sche Möbelfabrik ansässig.

## Heutige Nutzung
Seit 1988 wurde das unbenutzte Gelände vom Verein Soziokulturelles Zentrum Sudhaus von der Stadt Tübingen angemietet und ein Kulturzentrum eingerichtet. Heute bietet das Sudhaus ein vielfältiges Kulturangebot, und auf dem Gelände haben sich Gewerbe- und Kulturtreibende angesiedelt, die eine dreistellige Zahl an Arbeitsplätzen geschaffen haben. Es ist der Redaktionssitz des Freien Radios für Reutlingen und Tübingen Wüste Welle.
Das Sudhaus verfügt heute über mehrere Veranstaltungsräume, einen Theaterraum mit etwa 100 Plätzen, den Großen Saal mit etwa 600 Stehplätzen, einen Ausstellungsraum, die Galerie Peripherie, und eine Bar mit Tanzraum, die bei Partys geöffnet ist. Das Programm umfasst Kindertheater, ein Konzertangebot von Jazz, Blues, Rock und Pop bis hin zum Hip-Hop, sowie Kleinkunst, Comedy und Kabarett. Kunstinteressierte haben die Möglichkeit, in der Galerie Peripherie wechselnde Ausstellungen zu besuchen. Während der Sommermonate ist der am Waldrand gelegene Biergarten geöffnet, in dem sowohl große Konzerte, als auch Musik am Lagerfeuer stattfinden. Zurzeit finden umfangreiche Umbau-Maßnahmen statt, die dem Sudhaus einen neuen, großen Veranstaltungsraum hinzufügen werden.